# ويليام غرين (رسام)
ويليام غرين (بالإنجليزية: William Green)‏ هو رسام بريطاني، ولد في 1934 في غرينتش في المملكة المتحدة، وتوفي في 28 يناير 2001.